# Misantla
Misantla é um município do estado mexicano de Veracruz. A cidade está localizada a duas horas ao norte de Xalapa (capital do estado) pela rodovia estadual 65, uma estrada com belas paisagens de montanhas e bem-pavimentada. Misantla tem uma pirâmide pré-colombiana localizada no norte da cidade.

## Clima
Em 2008, a tempestade tropical Marco fez landfall próximo a Misantla, trazendo chuvas fortes e forçando a evacuação do hospital regional da cidade.